# Plutonisme (theorie)

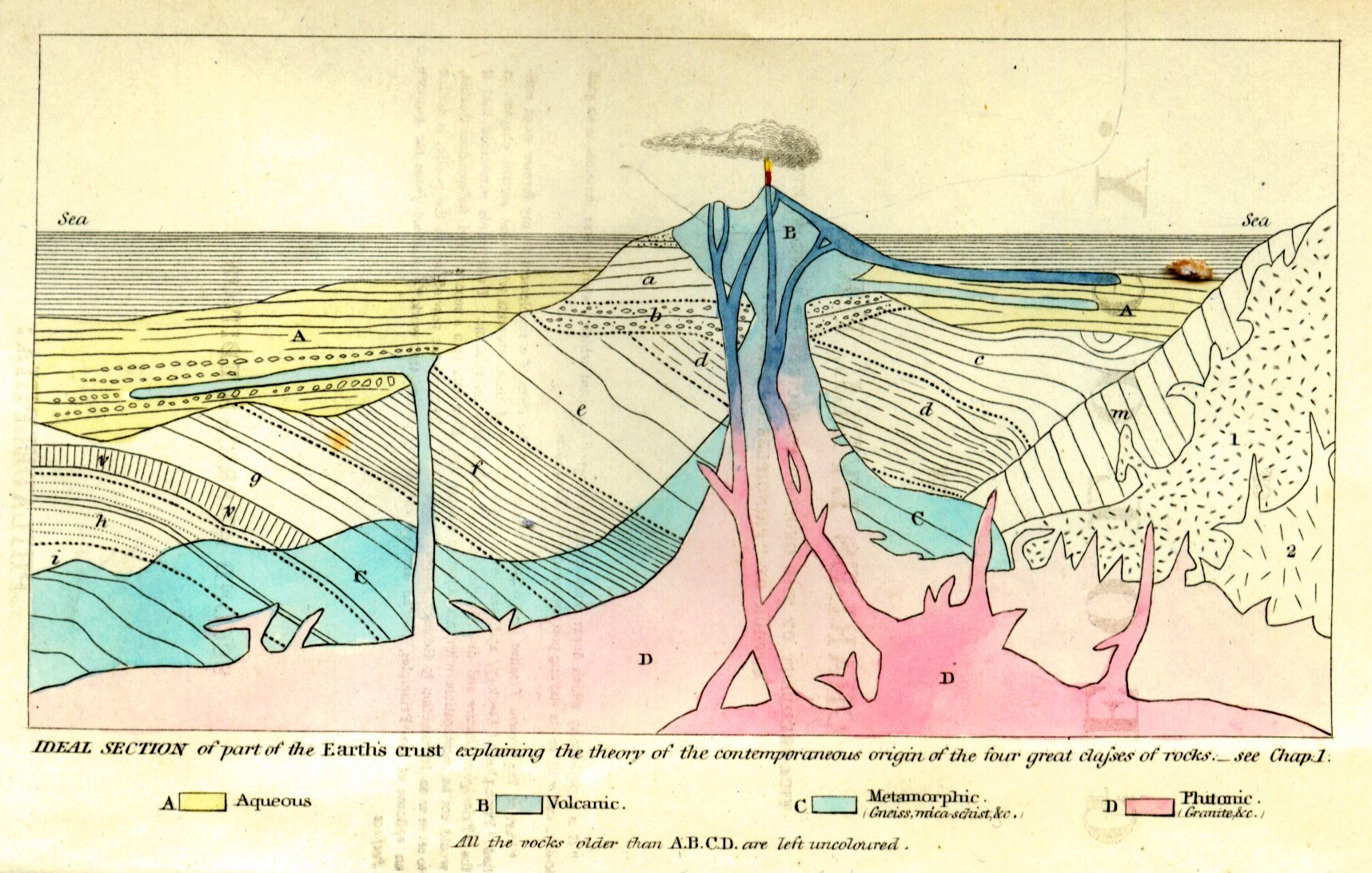
Frontispies uit Charles Lyell's boek Principles of Geology, waarmee het principe van plutonisme wordt duidelijk gemaakt.

Het plutonisme is een geologische theorie, die stelt dat gesteenten ontstaan door vulkanisme aangedreven door warmte uit het binnenste van de Aarde. De theorie is bedacht door de Schotse geoloog James Hutton (1726-1797) en stond tegenover het neptunisme van Abraham Werner (1749-1817), dat zegt dat gesteenten in het water van de oceanen gevormd worden. De naam komt van de Grieks-Romeinse god Pluto, de heerser van de onderwereld.
Hutton dacht dat zich in het binnenste van de Aarde een warmtebron bevond, een soort groot vuur, dat indirect zorgde voor gesteentevorming, gebergtevorming en vulkanisme. Aangezien dit continue processen zijn, wordt de Aarde als een groot dynamisch systeem gezien. Dit is in overeenstemming met het uniformitarianisme, een ander concept van Hutton, en staat tegenover de aan neptunisme verwante theorie van catastrofisme, die zegt dat alle gesteenten in korte (catastrofale) gebeurtenissen zoals de Zondvloed werden gevormd.
Tussen 1790 en 1830 waren geologen in twee kampen verdeeld, neptunisten en plutonisten. Deze controverse wordt wel het basaltdebat genoemd. Omdat het neptunisme veel beter overeenkwam met de Bijbel had het debat ook een theologische kant, maar het werd op wetenschappelijke wijze gevoerd. De plutonisten wezen op het voorkomen van vulkanisme, maar Abraham Werner verklaarde dit door aan te nemen dat ondergronds steenkool verbrandt, waardoor gesteente smelt. Vulkanisme was voor de neptunisten een klein onbeduidend verschijnsel dat weinig invloed op de Aarde als geheel kon hebben. 
Het debat leidde ertoe dat men gesteenten, lagen en gesteenteopeenvolgingen begon te bestuderen. Dit leidde tot het ontstaan van de moderne geologie. Veel principes van de geologie stammen uit deze tijd, zoals het gebruik van gidsfossielen - voor het eerst toegepast door William Smith (1769-1839). Smith publiceerde in 1815 ook de eerste geologische kaart met daarin het eerste geologisch profiel, in de vijf jaar daarop zou William Buckland (1784-1856) het grootste deel van Engeland geologisch in kaart brengen. Tegelijkertijd vond een vergelijkbare kartering van Frankrijk plaatst door Georges Cuvier (1769-1832) en Alexandre Brongniart (1770-1847). Toen bleek dat waarnemingen meer in overeenstemming waren met plutonisme en uniformitarianisme, sloeg het debat om. Alexander von Humboldt (1769-1859) vond bewijs dat gesteenten als graniet, basalt en porfier ontstaan door stolling, in plaats van kristallisatie in de oceanen, zoals de neptunisten dachten.
Nadat Charles Lyell (1797-1875) Huttons ideeën over een dynamische Aarde verspreidde zouden deze later o.a. tot Darwins evolutietheorie leiden. Tegenwoordig weet men dat zowel plutonisme als neptunisme een grond van waarheid bevatten. Gesteenten kunnen zowel door kristallisatie (evaporieten) of sedimentatie (afzettingsgesteenten) in water, als door stolling van magma of lava (stollingsgesteenten) ontstaan. 